# Ron Lewis

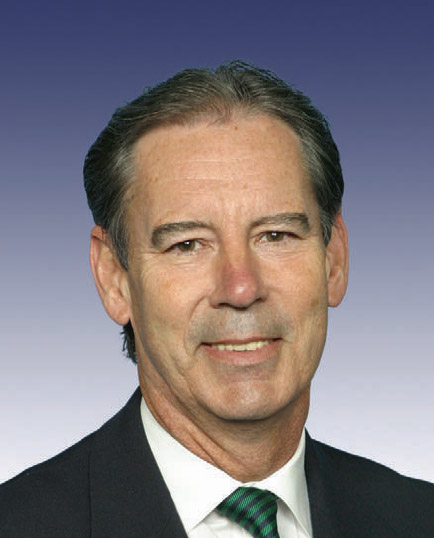
Ron Lewis (2005)

Ronald E. „Ron“ Lewis (* 14. September 1946 bei South Shore, Greenup County, Kentucky) ist ein US-amerikanischer Politiker. Zwischen 1994 und 2009 vertrat er den Bundesstaat Kentucky im US-Repräsentantenhaus.

## Werdegang
Ron Lewis besuchte die öffentlichen Schulen seiner Heimat einschließlich der McKell High School, die er im Jahr 1964 absolvierte. Danach studierte er bis 1969 an der University of Kentucky in Lexington. Anschließend besuchte er bis 1972 die Navy Officer Candidate School in Pensacola (Florida). Eine Niereninfektion beendete aber eine mögliche Laufbahn in der US-Marine. Später studierte Lewis noch an der Morehead State University in Kentucky. Damals wurde er auch zum Geistlichen der Baptistenkirche ordiniert. Politisch wurde er Mitglied der Republikanischen Partei. Bereits im Jahr 1967 unterstützte er den Wahlkampf von Gouverneur Louie B. Nunn. 1971 kandidierte er erfolglos für das Repräsentantenhaus von Kentucky. Vor seiner Zeit im Kongress arbeitete er auch für einige Firmen als Handelsvertreter. Außerdem war er fünf Jahre lang als Lehrer tätig.
Nach dem Tod des langjährigen Abgeordneten William Huston Natcher wurde Lewis im zweiten Wahlbezirk von Kentucky als dessen Nachfolger in das US-Repräsentantenhaus in Washington, D.C. gewählt, wo er am 24. Mai 1994 sein neues Mandat antrat. Nachdem er bei den folgenden sieben regulären Kongresswahlen jeweils bestätigt worden war, konnte er bis zum 3. Januar 2009 im US-Repräsentantenhaus verbleiben. Er war Mitglied im Committee on Ways and Means und zweier Unterausschüsse. Lewis gehörte auch dem Republican Policy Committee an. In seine Zeit als Kongressabgeordneter fielen die Terroranschläge am 11. September 2001, der Irakkrieg und der Militäreinsatz in Afghanistan. Im Jahr 2008 verzichtete er auf eine erneute Kandidatur.
Ron Lewis ist seit 1966 verheiratet und Vater von zwei Kindern. Mit seiner Familie lebt er in Cecilia.